# Sikoran
Sikoran is een bestuurslaag in het regentschap Aceh Singkil van de provincie Atjeh, Indonesië. Sikoran telt 350 inwoners (volkstelling 2010).